# توم فانك
توم فانك (بالإنجليزية: Tom Funk)‏ هو لاعب كرة قاعدة أمريكي، ولد في 13 مارس 1962 في كانساس سيتي في الولايات المتحدة.

## وصلات خارجية
- توم فانك على موقعبيزبول رفرنس.كوم (الدوري الرئيسي) (الإنجليزية)
- توم فانك على موقع مشجعي الرسوم البيانية (الإنجليزية)